# دهانه کالی
دهانه کالی (انگلیسی: Kaali crater) یک دهانه برخوردی شهاب‌سنگ در روستا کالی در جزیره سارما، استونی است که آخرین تخمین‌ها شکل‌گیری آن را اندکی پس از ۱۵۳۰–۱۴۵۰ قبل از میلاد نشان می‌دهد. این دهانه ۱۱۰ متر قطر دارد.

## محل عبادت
در دنیای باستان چیزهایی که از آب درمی‌آمد اغلب به خدایان نسبت داده می‌شد. همه چیز از رعد و برق گرفته تا گردباد نشانه‌هایی از خشم یک خدا بود. حدود ۷۰۰۰ سال پیش، یک شهاب سنگ در استونی با نیروی بمب هیروشیما منفجر شد. شهاب سنگ هنگام سقوط به زمین شکست و منطقه را پراکنده از دهانه‌ها ترک کرد. دهانه کالی ۱۱۰ متر عرض دارد و توسط یک دیوار سنگی احاطه شده‌است که در نقطه ای توسط افرادی که در این مکان عبادت می‌کردند ساخته شده‌است. اما این فقط دیوار نیست که نشان می‌دهد دهانه غرق شده در آب محل عبادت بوده‌است. زیر آب انبوهی از استخوان‌ها وجود دارد - تصور می‌شود که قربانیانی است که در آنجا جمع شده‌اند. اگرچه این دهانه فقط در دوران پیش از تاریخ مورد احترام بود. فرقه ای که این دیوار را برپا کرد ممکن است مدت هاست که از بین رفته باشد، اما برخی از استخوان‌های بدست آمده از آب مربوط به سال ۱۶۰۰ پس از میلاد است.

## نگارخانه

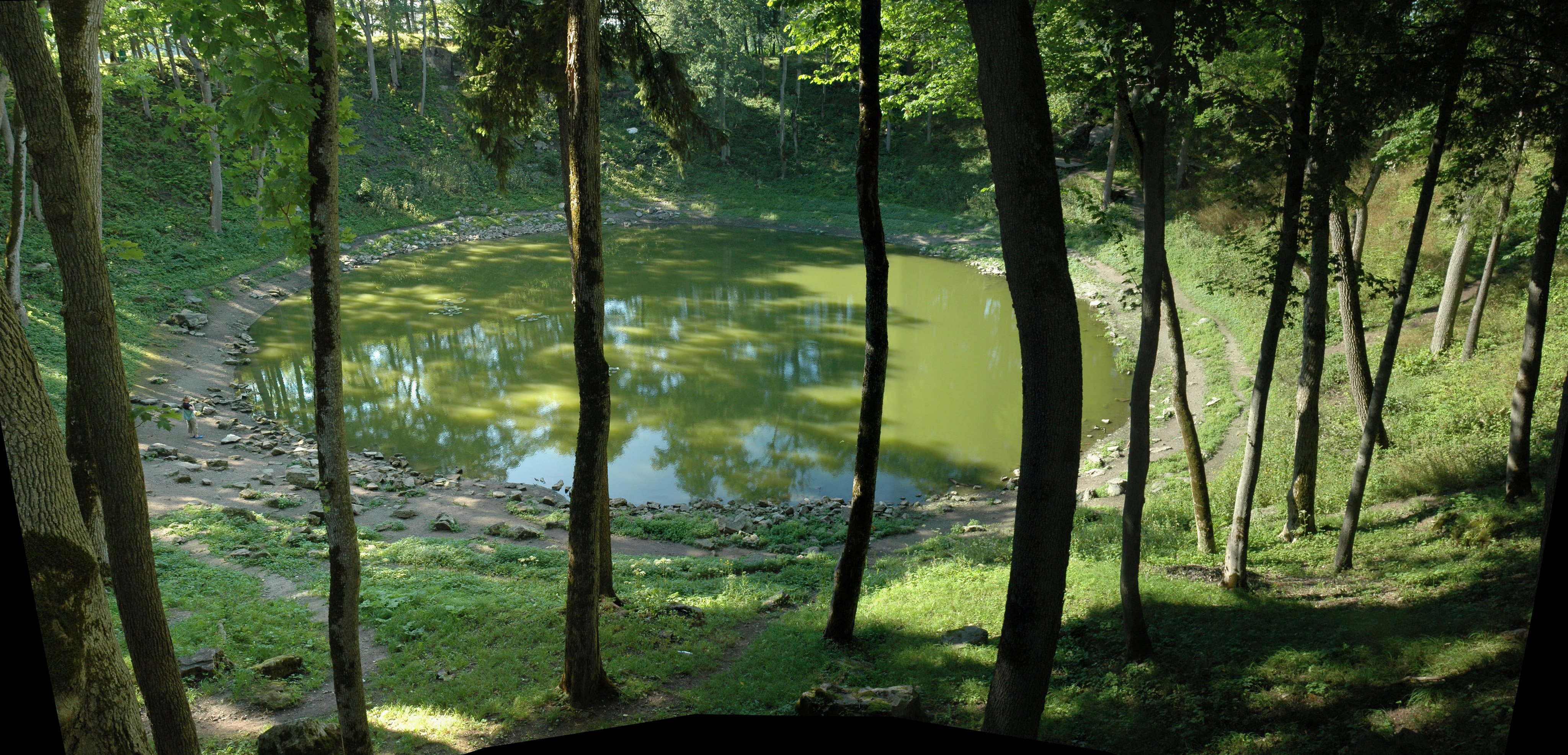
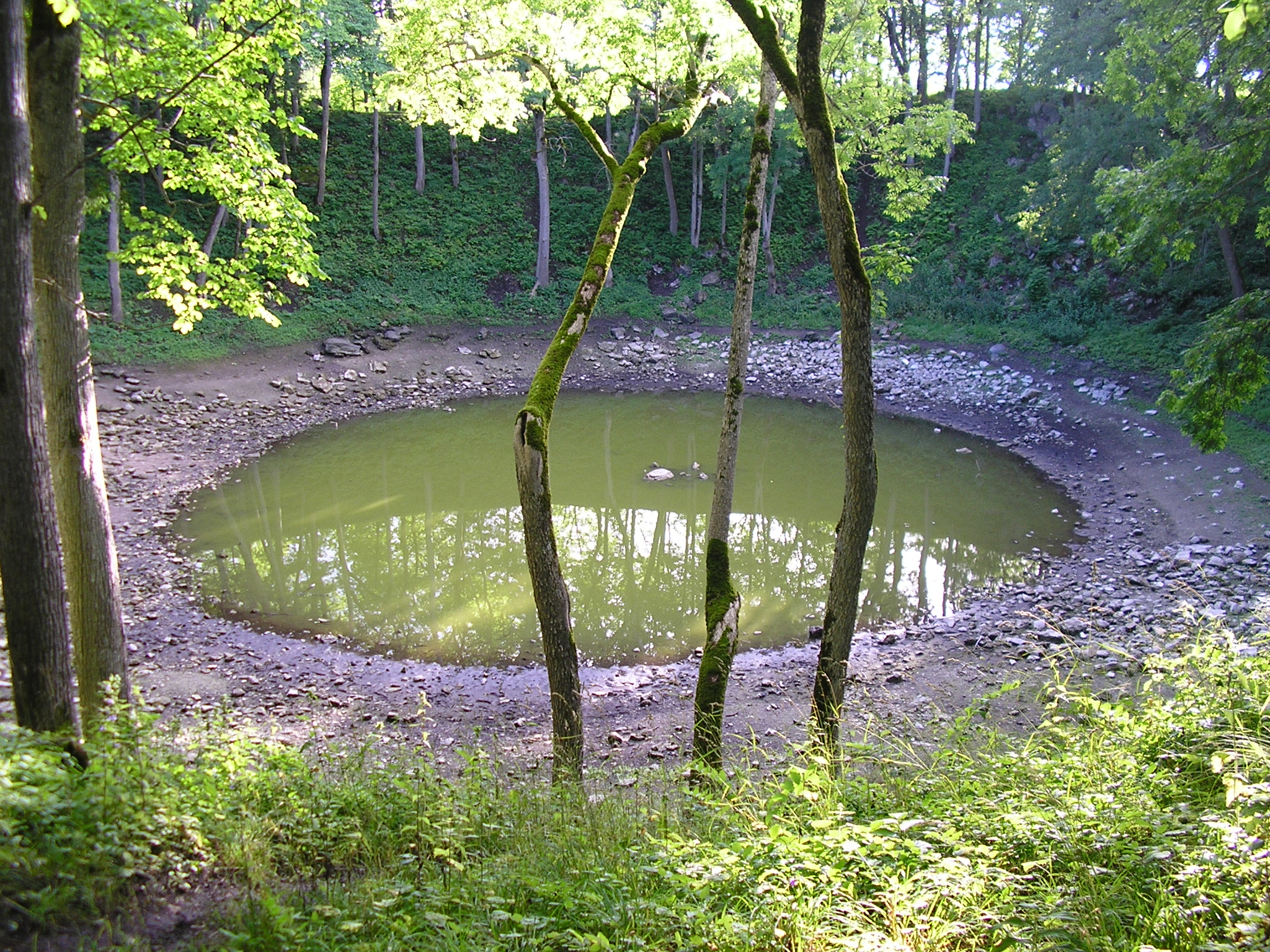
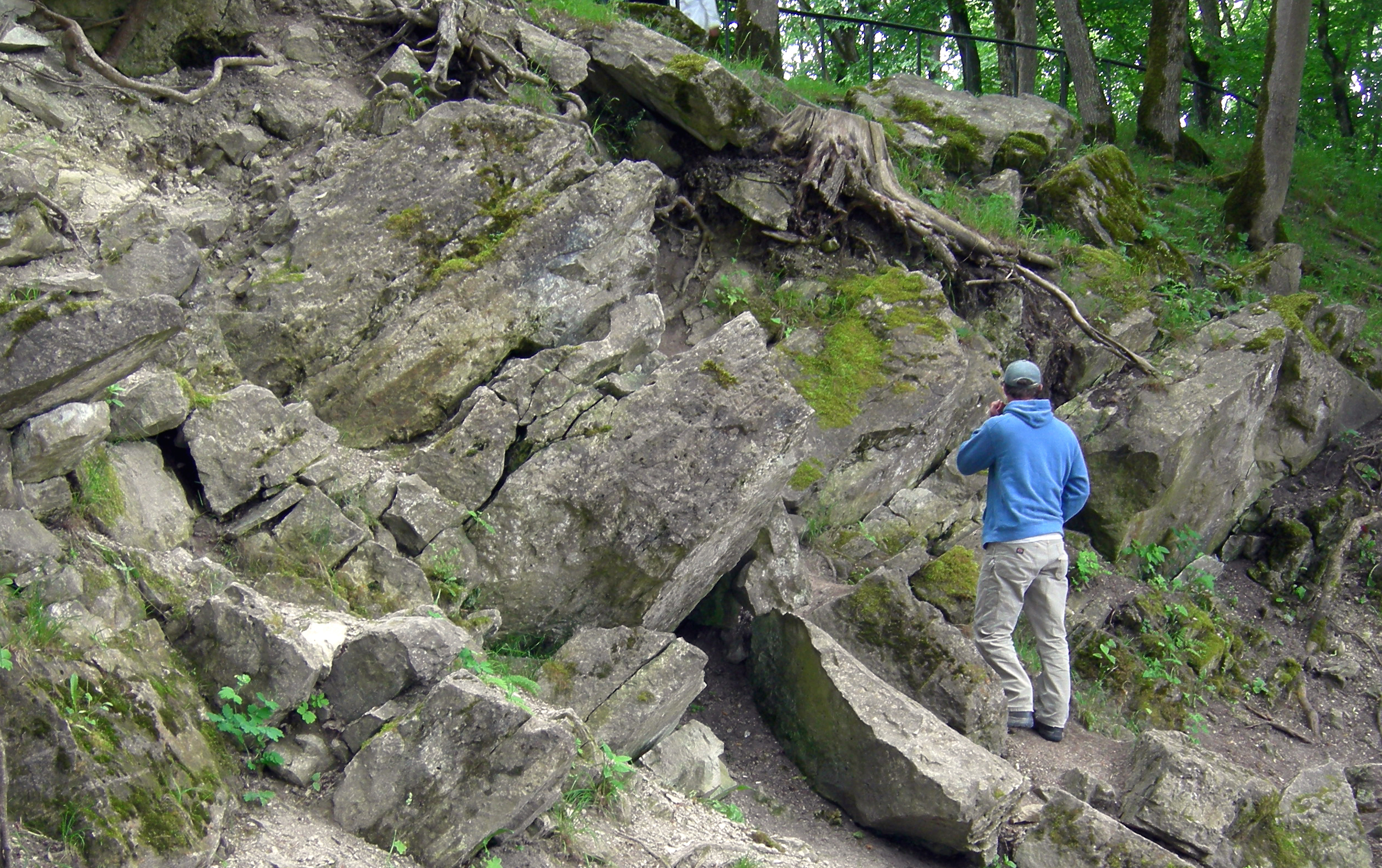

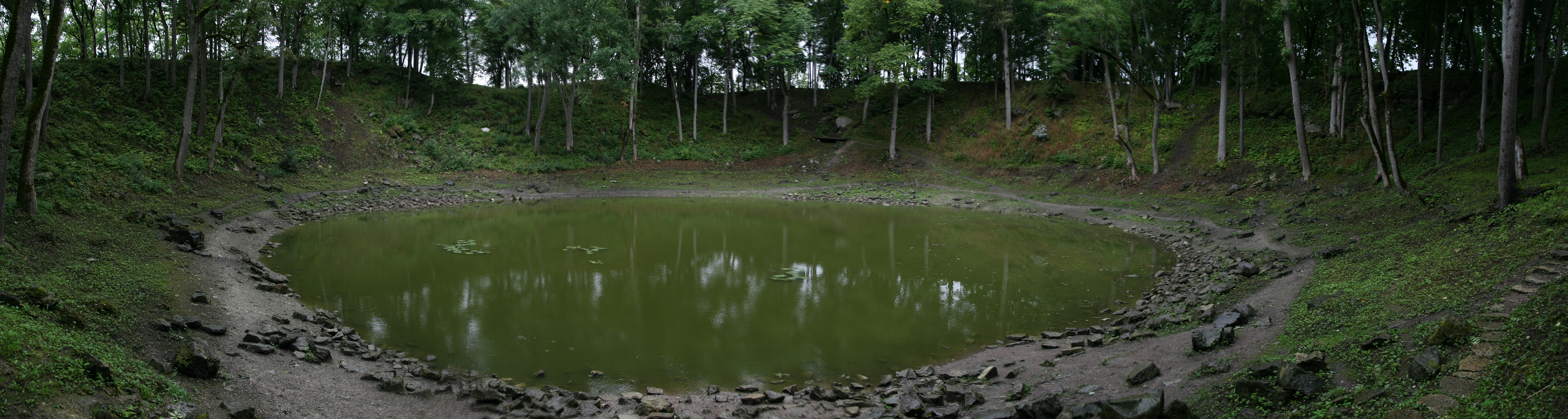